# 274 Brygada Pancerna
274 Brygada Pancerna (hebr. חטיבה 274) nazywana również Ucbat Jeruszlajim (hebr. עוצבת ירושלים, dosł. Formacja Jerozolimy), Chatiwat tankej ha-szalal (hebr. חטיבת טנקי השלל, Brygada czołgów zdobycznych) lub Chatiwat ha-Tiranim (hebr. חטיבת הטירנים, Brygada Tiranów) – nieistniejący pancerny związek taktyczny Sił Obronnych Izraela. 
Brygada była sformowana w 1969 roku. Jej podstawowym wyposażeniem był zdobyczny sprzęt produkcji radzieckiej: czołgi Tiran 4 i 5 (modyfikacje T-54 i T-55), czołgi pływające PT-76 oraz transportery BTR-50. 
Po wojnie Jom Kipur brygadę przemianowano na 691. Brygadę Pancerną. 

## Formowanie brygady
Podczas wojny sześciodniowej (1967) Izrael wszedł w posiadanie sprzętu m.in. produkcji radzieckiej (T-54, T-55, IS-3M, PT-76 oraz transportery opancerzone) . Jeszcze w lipcu 1967 roku w Sztabie Generalnym izraelskiej armii odbyło się spotkanie, na którym podjęto decyzję o przyjęciu na stan armii zdobycznego sprzętu, w tym czołgów T-54 i T-55 pod nazwą Tiran (hebr. טִירָן). Postanowiono, że w 1968 roku do służby wejdzie 130 zdobycznych czołgów. 
W 1968 roku sformowano dwie kompanie pancerne wyposażone w czołgi produkcji radzieckiej. Decyzja ta zbiegła się w czasie z wycofywaniem francuskich czołgów AMX-13 ze służby (cztery bataliony) i zastąpieniem ich Tiranami. Wobec tego przeważająca część nowej brygady miała składać się z załóg czołgów francuskich, jednak w Tiranach wprowadzono do załogi czwartą osobę i wymusiło to dołączenie do formacji rezerwistów. W 1969 roku sformowano 274. Brygadę Pancerną, w skład której weszły cztery bataliony pancerne: 25., 225., 227., 228. Pierwszym dowódcą jednostki został pułkownik Gide’on Altszuler. 
W 1971 roku w struktury brygady włączono Jednostkę 88 Dow Lawan (zwaną od tej pory również 88 Brygadą), której uzbrojenie stanowiły transportery BTR-50 oraz czołgi pływające PT-76. 
Przed wojną Jom Kipur była to wg Szachafa największa formacja pancerna w izraelskiej armii. W jej skład wchodziło 13 kompanii z łączną ilością 155 Tiranów oraz sześć PT-76. W związku z tym koło kibucu Ce’elim na Negewie powstał specjalny ośrodek szkoleniowy dla załóg czołgów Tiran.
W 1972 roku brygada przeprowadziła tajne szkolenia w Szarm asz-Szajch dla kurdyjskich bojowników, aby zaznajomić ich z obsługą radzieckich czołgów, które zdobywali na irackiej armii.

## Wojna Jom Kipur
Po wybuchu wojny Jom Kipur służyła jako rezerwa na Synaju. Formacja kilkukrotnie zmieniała swoją dyslokację w zależności od informacji wywiadu, co do potencjalnych kierunków natarcia sił egipskich. W nocy z 11 na 12 października brygadę uwzględniono w propozycji uwolnienia z okrążenia obsady najbardziej wysuniętych na południe linii Bar Lewa umocnień o nazwie Ha-Mezach. Chciano wykorzystać Tirany, aby upozorować ruchy wojsk egipskich i wprowadzić zamieszanie wśród Egipcjan. Jednak 13 października sytuacja okrążonych była na tyle krytyczna, że operację odwołano i wydano zgodę na kapitulację załogi.
14 października armia egipska przeprowadziła uderzenia na całej długości frontu na Synaju. Wszystkie bataliony wchodzące w skład brygady brały udział w walkach z Egipcjanami, w szczególności z 24. Brygadą Pancerną. W trakcie walk toczonych w dniach 14–15 października brygada 24 żołnierzy, ponad 60 zostało rannych, a dziewięć czołgów zostało uszkodzonych. Od 15 października brygadę rozlokowano na północnym odcinku frontu, gdzie miała wiązać działaniami egipską 2. Armię w rejonie Ismailii oraz zapobiegać powiększaniu przyczółków na wschodnim brzegu Kanału Sueskiego.
Po przekroczeniu Kanału Sueskiego przez siły izraelskie w ramach operacji „Abirej Lew”, brygadzie powierzono zadanie walk z pozostałymi na Synaju siłami egipskimi (m.in. o wzgórza Chamutal i Machszir). W trakcie nieudanych walk o grzbiet Chamutal zginęło ośmiu żołnierzy, a 20 zostało rannych.
Po wojnie, w 1974 roku, Jednostka 88 Dow Lawan została rozwiązana, a brygadę przemianowano na 691. Brygadę Pancerną, którą uzbrajano w kolejne zdobyczne czołgi produkcji radzieckiej, które przeszły modyfikacje. Brygadę przeniesiono do 440. Dywizji Pancernej i przeniesiono z obozu wojskowego Tasa do Rafy, gdzie kontynuowano szkolenia nowych załóg czołgów, tworzono nowe programy szkoleniowe i rozwijano użycie Tiranów w izraelskiej armii. W tym samym roku brygada brała udział w testach czołgu Tiran 6 na poligonie w pod Sziwtą.
W 1986 roku brygadę rozwiązano.

## Dowódcy
Na czele brygady stali następujący dowódcy:
- płk Gide’on Altszuler
- płk Jo’el Gonen
- ppłk Uzi Lew-Cur
- płk Beni Taran
- płk Imanuel Sakel
- płk Ha’ajil Salach[14]